# Ricaptazione
La ricaptazione (reuptake in inglese) in neurologia è quel processo mediante il quale il neurotrasmettitore che si trova nello spazio intersinaptico viene riassorbito a livello della membrana pre-sinaptica. 
Qui può essere inglobato nelle vescicole per un nuovo utilizzo. 
Ciò accade ad esempio per la noradrenalina: infatti l'80% del neurotrasmettitore viene ricaptato mentre il 20% viene disattivato da un enzima dello spazio sinaptico (COMT: catecol-O-metiltrasferasi) e immesso nel circolo sanguigno. Tuttavia una piccola quantità della noradrenalina ricaptata dalla membrana pre-sinaptica non viene inglobata nelle vescicole ma disattivata dall'enzima MAO (monoaminossidasi) e immessa nel circolo sanguigno.